# Баржавель, Рене
Рене Баржавель (фр. René Barjavel) (24 января 1911 года, Нион  — 24 ноября 1985 года, Париж) — французский писатель. Считается одним из крупнейших представителей французской научной фантастики XX века (наряду с Пьером Булем). Принадлежал к числу последователей знаменитого русского оккультиста Гурджиева.

## Биография
Сын булочника. Родился в Нионе (департамент  Дром).  Учился вначале в Нионе, затем в коллеже города Кюссе близ Виши. С восемнадцати лет начал работать как журналист в провинциальной прессе. Высшего образования не получил. В 1935 году перебрался в Париж. В 1936 году женился на Мадлен де Ватрипон; в тот же период совместно с Жаном Ануйлем основал в Париже журнал «Новый сезон»; работал в издательстве «Деноэль». Во время второй мировой войны служил в армии в звании капрала (в интендантской службе). После демобилизации (июнь 1940 год) некоторое время жил в провинции, затем вернулся в Париж и продолжил работу в издательстве, где в 1944 году занял пост литературного директора. В послевоенные годы работал журналистом, а также в качестве киносценариста. С середины 1960-х занял лидирующую позицию во французской научной фантастике.

## Творчество

### Проза 1940-х — 1960-х годов
Первая книга Баржавеля была посвящена анализу любовной тематики в творчестве известной писательницы Колетт. Впервые заявил о себе как мастер фантастики в написанном под влиянием «Машины времени» Г. Уэллса романе «Опустошение» (Le Ravage, 1943). Главный герой романа, путешественник во времени, оказывается во Франции в 2042 года, после глобальной катастрофы: под влиянием вспышек на Солнце мир внезапно лишился электричества, в результате чего земная цивилизация рухнула. Сюжет «Опустошения» развит в следующем романе писателя, «Неосторожный путешественник» (Le Voyageur imprudent, 1944), построенном на так называемом парадоксе убитого дедушки: оказавшись в прошлом, путешественник во времени стремится убить молодого Наполеона до того, как тот подчинил себе Европу, однако по неосторожности наносит смертельную рану собственному предку. В романе присутствует также лирическая любовная линия; именно эту сторону своего творчества Баржавель развил в романе «Тарандоль» (Tarendol, 1944) знаменовавшем собой возвращение писателя к традиционной психологической прозе. Тема ядерного противостояния сверхдержав, чреватого новым апокалипсисом, в центре романа «Черт его побери» (Le Diable l'emporte, 1948). Из романа «Лунный Колумб» (Colomb de la Lune, 1962) выясняется, что первый в истории астронавт – француз по национальности.  

### Роман «Ночь времен»
В центре сюжета романа «Ночь времен» (La Nuit des temps, 1968) — гипотеза о существовании на Земле в далеком прошлом высокоразвитой цивилизации, уничтожившей себя в ядерной войне . Она соединяется с современным прочтением мифа о Тристане и Изольде. Здесь отражены также паранаучные представления, которые ранее были аккумулированы в книге Ж. Бержье и Л. Повеля «Утро магов» . Кроме того, этот написанный в основном в 1966 году роман предсказал студенческую революцию во Франции 1968 года.

### Произведения 1970-х — 1980-х годов
Соединение любовной, научно-фантастической и политической тематики характерно для романа  «Великая тайна» (Le Grand secret, 1973), развивающего традиционный мотив эликсира молодости. В романе «Дамы с единорогом» (Les Dames a la licorne, 1974), действие которого разворачивается в Ирландии конца XIX века, писатель отходит от научной фантастики и погружает читателя в мир старинных легенд, в первую очередь развивая традиционный сюжет о Даме с единорогом. В конце жизни Баржавель неожиданно обратился к жанру детектива: роман «Шкура Цезаря» (La peau de Cesar,  1985), где содержатся очень явные аллюзии на цикл произведений Жоржа Сименона о комиссаре Мегрэ .

### Киносценарии
Активное сотрудничество Баржавеля с кинематографом началось в 1950-х годах. Он написал сценарии ко многим фильмам известного кинорежиссера Жюльена Дювивье, в том числе «Дьявол и десять заповедей». Самая известная из экранизаций романа Виктора Гюго «Отверженные» — фильм Жан-Поля Ле Шануа 1958 года — также создавалась при его участии. Написанный им оригинальный сценарий «Дороги Катманду» (постановка Андре Кайата, 1969) в дальнейшем был переработан автором в роман.

### Эссе
Баржавель является также автором многочисленных философских эссе. Самое известное из них, «Голод тигра» (La faim du tigre, 1966), сохраняет свою актуальность и поныне: речь идет о перспективе истощения запасов нашей планеты, которое может поставить представителей земной цивилизации — в том случае, если они не освоят другие миры — перед необходимостью ради выживания истреблять друг друга.

## Переводы на русский язык
- В глубь времен. Пер. В. Мазура // Генри Каттнер. Источник миров. М., Полиграфия, 1993. С. 5-206.
- Лунный Колумб (фрагмент). Пер. И. Найденкова // «Фантакрим-MEGA», 1995, № 2. С. 13-14.
- Мамонт (рассказ). Пер. И. Найденкова // «Если», 1997, № 5. С. 251-260.
- Опустошение (фрагмент). Пер. И. Найденкова // «Студенческий меридиан», 2004, № 5. С. 56-59.
- Опустошение. Неосторожный путешественник. Пер. И. Найденкова. М., Черная река, 2017.

## Переводы на другие языки

### Переводы на украинский язык
- Рене Баржавель «Чарівник[фр.]». Пер. c франц. П. Таращука. Тернополь: Навчальна книга - Богдан, 2019 — 256 стор. ISBN 978-966-10-5798-1 [6]